# TSV Klein-Linden
Der Turn- und Sportverein 1889 Gießen-Klein-Linden e. V. ist ein im Jahr 1889 gegründeter deutscher Sportverein mit Sitz in der hessischen Stadt Gießen.

## Geschichte

### Fußball

#### Erfolge in den 1970er Jahren
Der Verein wurde im Jahr 1889 gegründet. Im Jahr 1974 erreichte der TSV das Finale des Hessenpokals, scheiterte dort jedoch mit 2:1 an Rot-Weiss Frankfurt. Als unterlegener Finalist konnte die Mannschaft sich trotzdem für den DFB-Pokal der Saison 1974/75 qualifizieren. Dort unterlag die Mannschaft in der ersten Runde Rot-Weiß Lüdenscheid mit 1:2. Zur Saison 1975/76 gelang dem Verein dann auch der Aufstieg in die Hessenliga. Diese Spielzeit konnte dann mit 30:38 Punkten auf dem 13. Platz abgeschlossen werden. Danach konnte sich der Verein bis zur Saison 1977/78 in der Liga halten, musste danach aber bedingt durch den 17. Platz in die Landesliga absteigen.

#### Heutige Zeit
In der Saison 2003/04 spielte der Verein in der Bezirksoberliga – Region Gießen / Marburg. Am Ende dieser Saison belegte die Mannschaft mit 73 Punkten den zweiten Platz und stieg somit in die Landesliga auf. Die darauffolgende Saison konnte der Verein jedoch nur abgeschlagen mit 17 Punkten auf dem 17. und damit letzten Platz abschließen. Zurück in der Kreisoberliga stieg die Mannschaft nach der Saison 2005/06 bedingt durch den 15. Platz erneut ab. Nun in der Bezirksliga Süd angesiedelt, endete die darauffolgende Saison für den Verein mit 42 Punkten auf dem elften Platz. Erst nach der Saison 2014/15 gelang in der mittlerweile Kreisoberliga heißenden Liga, wieder ein erster Platz. Durch den Aufstieg zurück in der mittlerweile Gruppenliga heißenden Spielklasse, konnte auf dem achten Platz mit 41 Punkten diese auch in der Saison 2015/16 gehalten werden. Nach einer weiteren Saison ging es dann bedingt durch 19 Punkte aus 32 Spielen über den 17. Platz jedoch direkt wieder zurück in die Kreisoberliga Süd. Die erste Saison dort wurde dann mit 40 Punkten auf dem neunten Platz gehalten. Dort spielt der Verein auch noch heute.

## Bekannte Personen
- Branka Batinić (Tennistrainerin)

### Fußballspieler
- Marcel Hagmann (Jugend)
- André Laurito (Jugend)
- Claus-Peter Zick
- Fatih Kaya (Jugend)